# 仁得里
仁得里位於學甲區市區中心，位於將軍溪右側。為學甲商業發達區域，人口稠密，學甲區公所也設立在此。

## 歷史沿革
轄區內有「中社」、「溪仔墘」、「縣內角」、「姓周角」和「三塊厝」等庄頭。
居民以陳、謝、賴、周姓等為主，因感懷政府仁政愛民，故以仁得名之，位處商業區，人口稠密，以零售業為主。
1968年隨學甲升格為鎮，調整為「仁得里」。

## 信仰

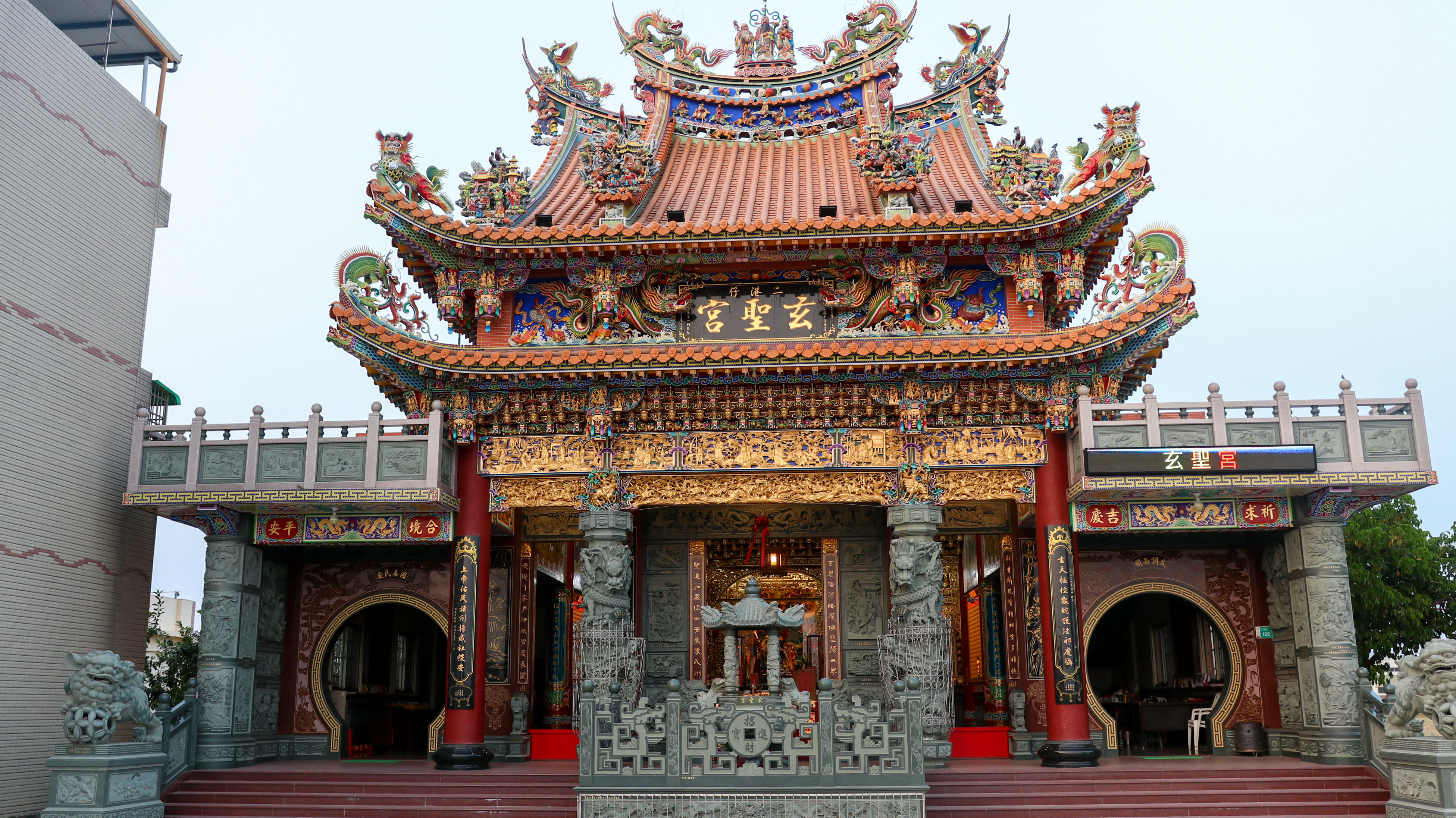
學甲二港仔玄聖宮

- 二港仔玄聖宮：主祀玄天上帝
- 二港震虎宮：主祀黑虎大將軍[3]
- 學甲九龍山八寶殿：主祀九天玄女
- 南天宮：主祀神農開天炎帝[4]

## 設施
- 華宗紀念公園：為紀念學甲名人陳華宗而建設的紀念公園，約於1969年落成。[5]